# Tipula (Lunatipula) turanensis
Tipula (Lunatipula) turanensis is een tweevleugelige uit de familie langpootmuggen (Tipulidae). De soort komt voor in het Palearctisch gebied.